# Fostul schit Poiana
Fostul schit Poiana este un monument istoric aflat pe teritoriul satului Poiana Câmpina, comuna Poiana Câmpina. În Repertoriul Arheologic Național, monumentul apare cu codul 131283.01.
Biserica mănăstirii, ctitorită de Toma Cantacuzino la 1690, a fost refăcută total în 1940 si în 1982 - 1983.
Ansamblul este format din două monumente:
- Turn clopotniță (cod LMI PH-II-m-B-16578.03)
- Zid de incintă (cod LMI PH-II-m-B-16578.04)

## Galerie

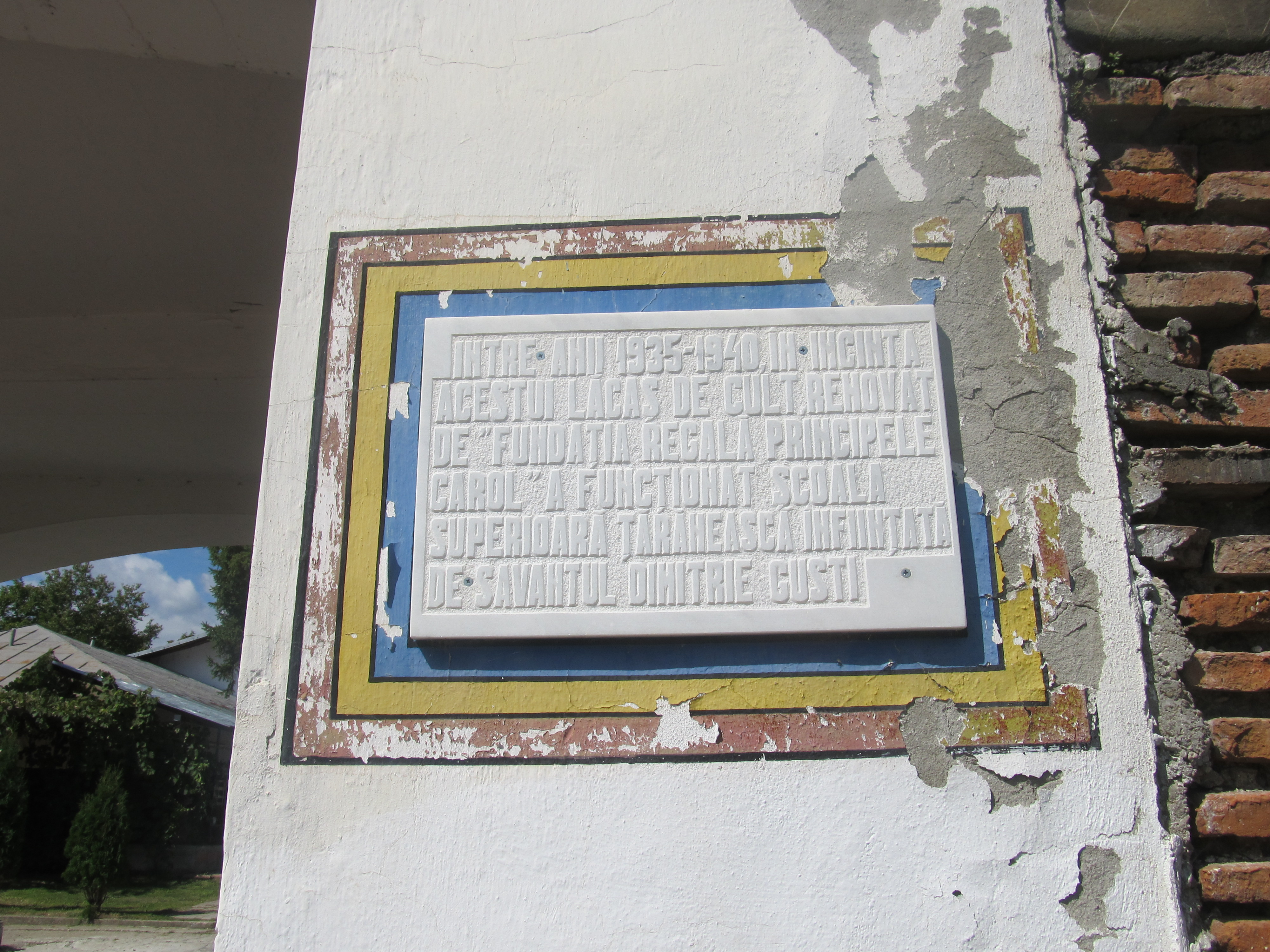
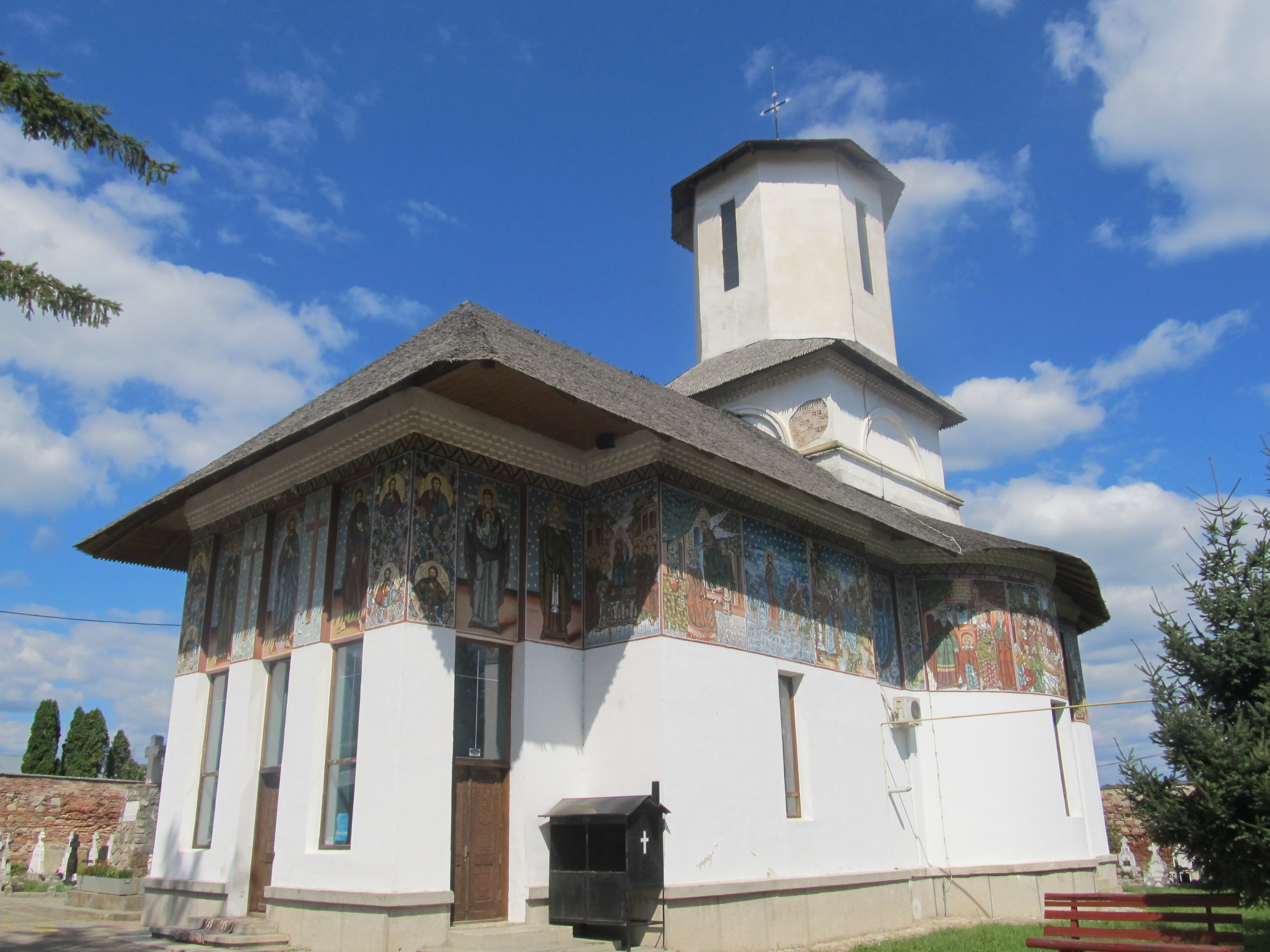
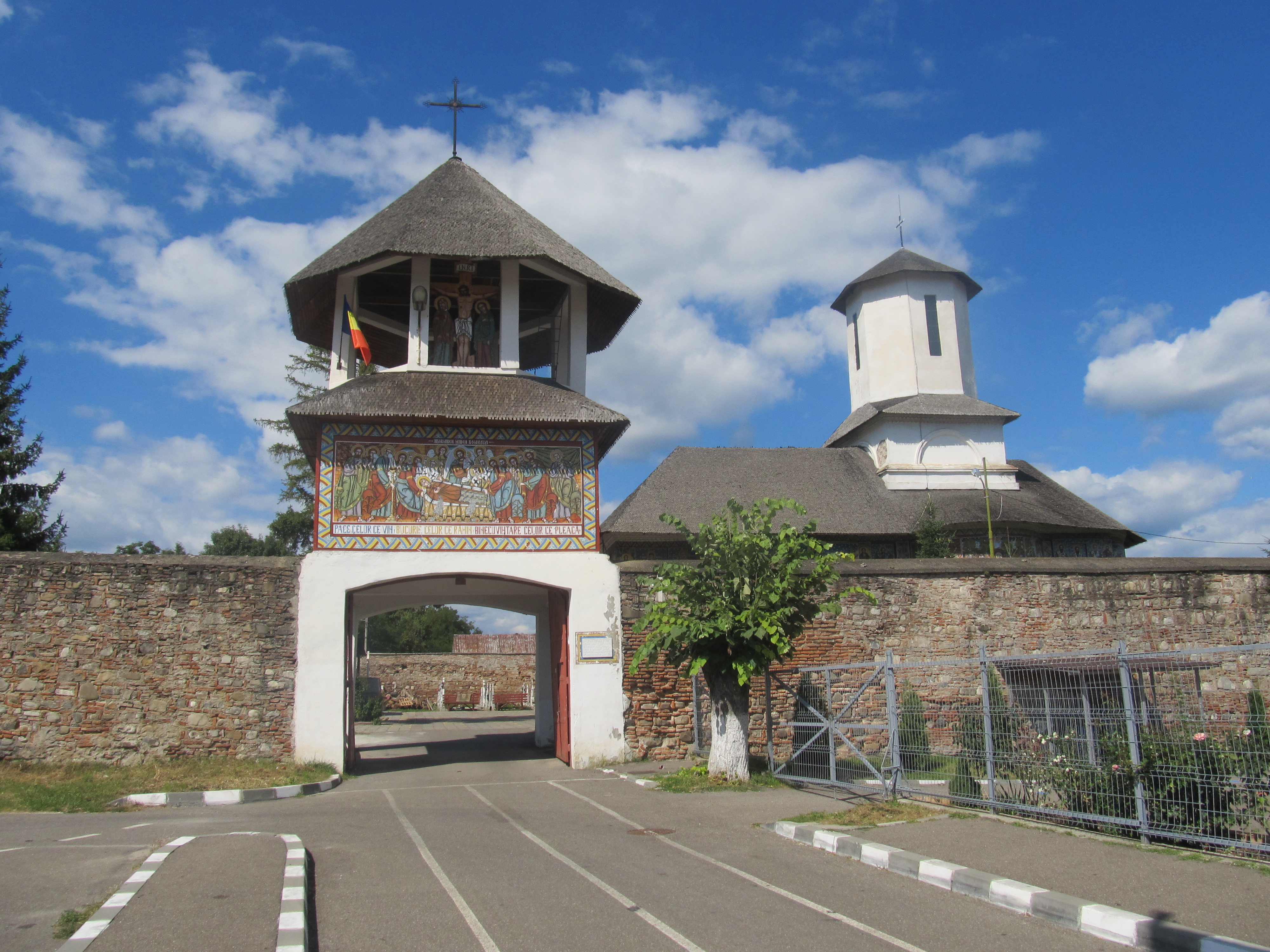
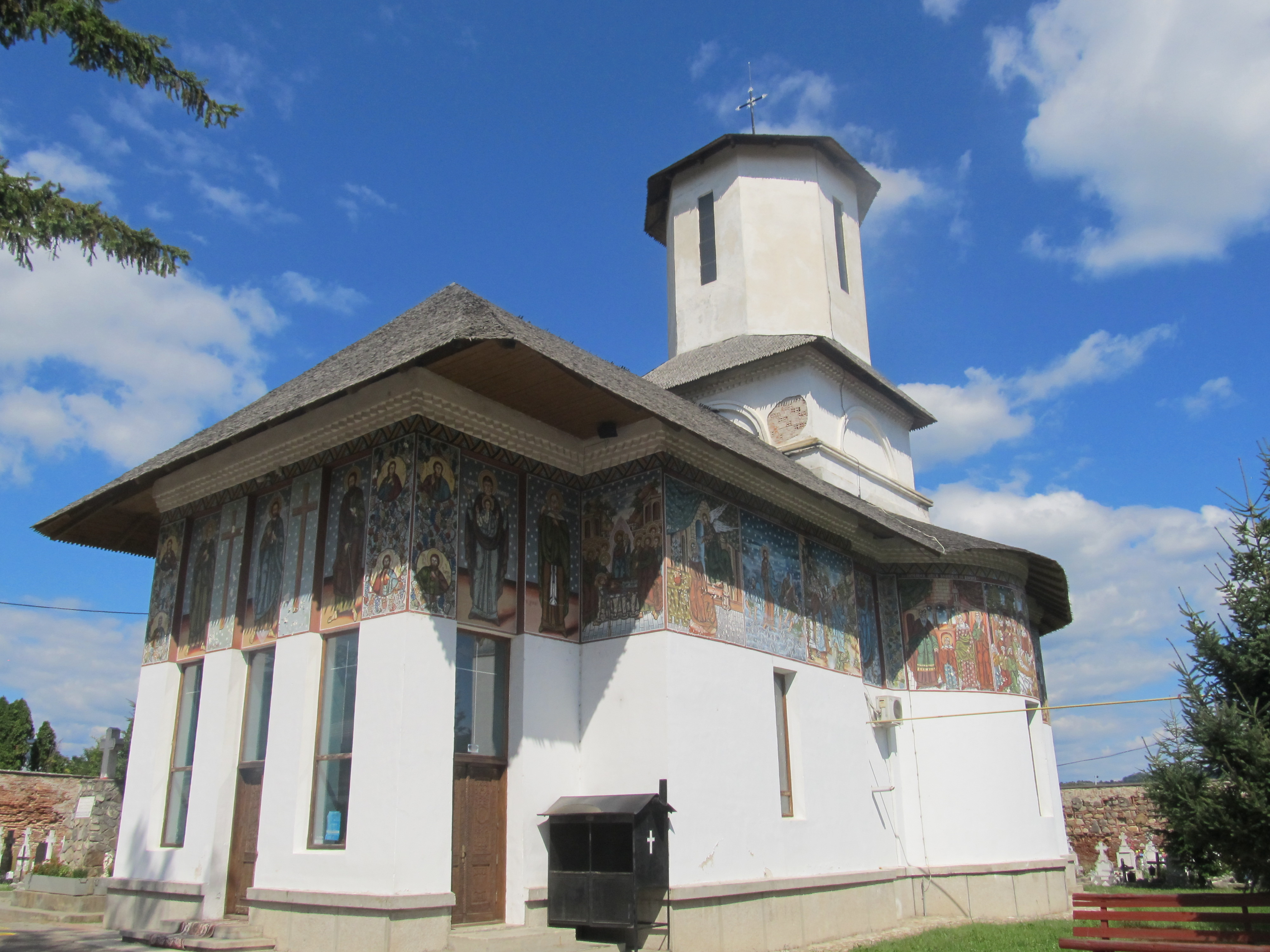